# Sibyl M. Rock
Sibyl Martha Rock, 1er août 1909 et morte le 17 novembre 1981, est une mathématicienne américaine, pionnière de la spectrométrie de masse et de l'informatique. 

## Jeunesse et formation
Sibyl Martha Rock naît le 1er août 1909 à Butte (Montana). Son père est un technicien du téléphone. Elle entre à l'Université de Californie à Los Angeles en 1927 et obtient son diplôme de mathématique en 1931,. Elle y est présidente du chapitre local de Pi Mu Epsilon, une association nationale de mathématiques et est admise dans la sororité Phi Beta Kappa. 

## Carrière

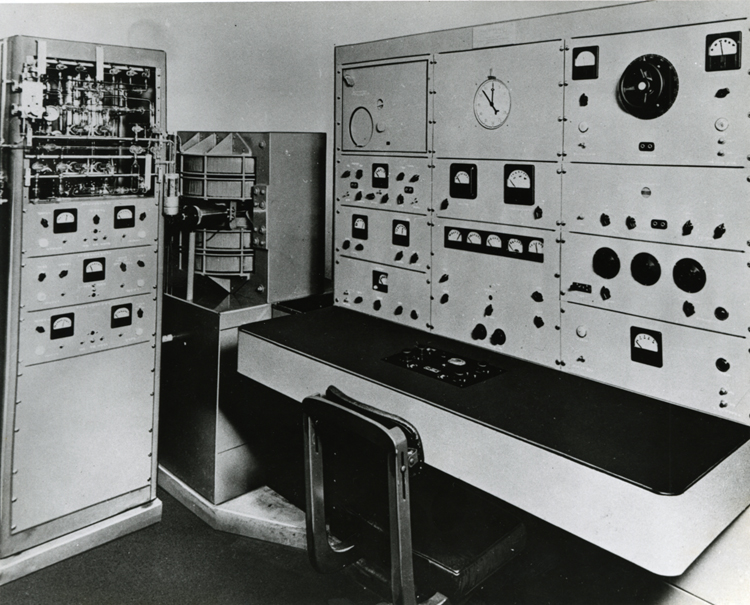
Spectromètre de masse CEC Modèle 21-101

Rock est recrutée comme "calculateur géophysique" dans l'industrie pétrolière, d'abord chez Rieber Laboratories puis, en 1938, à la United Geophysical Corporation, récemment créée par Herbert Hoover Junior. Elle intègre le groupe de recherches de la filiale d'ingénierie et instruments, la Consolidated Engineering Corporation (CEC) dès que la société commence à développer un spectromètre de masse commercial. Le premier spectromètre de masse 21-101 est produit en décembre 1942,,. Rock travaille dans le groupe de recherches du CEC avec Harold Wiley, Harold Washburn et Clifford Berry.  
En 1947, elle rejoint le département des ventes et travaille en étroite collaboration avec les employés des compagnies de la chimie et de la raffinerie, identifiant les besoins de ces clients potentiels de la spectrométrie de masse et des premiers ordinateurs numériques. Rock est transférée en 1952 dans la nouvelle division informatique de l'organisation. À partir de 1953, elle est "responsable des ventes et des fonctions applicatives de la Division Informatique" avec le titre d'"Acting Manager, Application Service". Elle est la première femme ingénieure commerciale d'ElectroData Corporation.

### Analyse des mélanges, manuels et normes

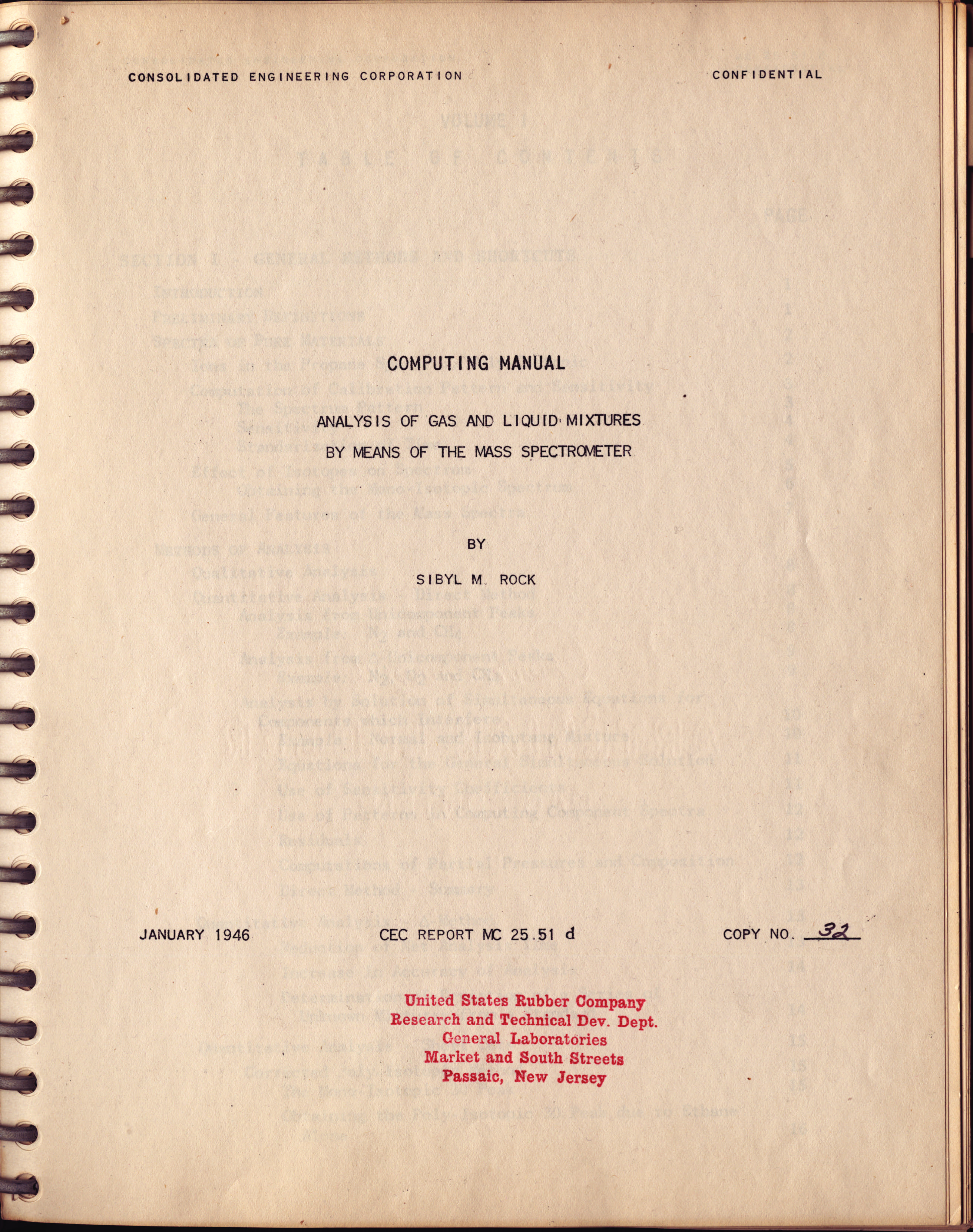
Page de garde du Manuel de calcul CEC de 1946

Au milieu de années 1940, Rock a déjà apporté plusieurs contributions remarquables dans le domaine. Elle a conçu de nombreuses procédures d'analyse de mélanges et a rédigé les manuels informatiques utilisés par les clients de la CEC, tels que le Manuel de calcul : Analyse des mélanges de gaz et de liquides au moyen du spectromètre de masse (1946). Son travail contribue à la création de normes d'instruments et de méthodes dans un domaine en plein développement.
Elle effectue une analyse de base, avec Martin Shepherd du National Bureau of Standards, des premiers échantillons de smog de Pasadena. Cette recherche produit des informations précieuses sur la présence et les types d'hydrocarbures dans l'air et sur l'oxydation des hydrocarbures avec l'ozone et les oxydes d'azote.

### Résolution d'équations simultanées

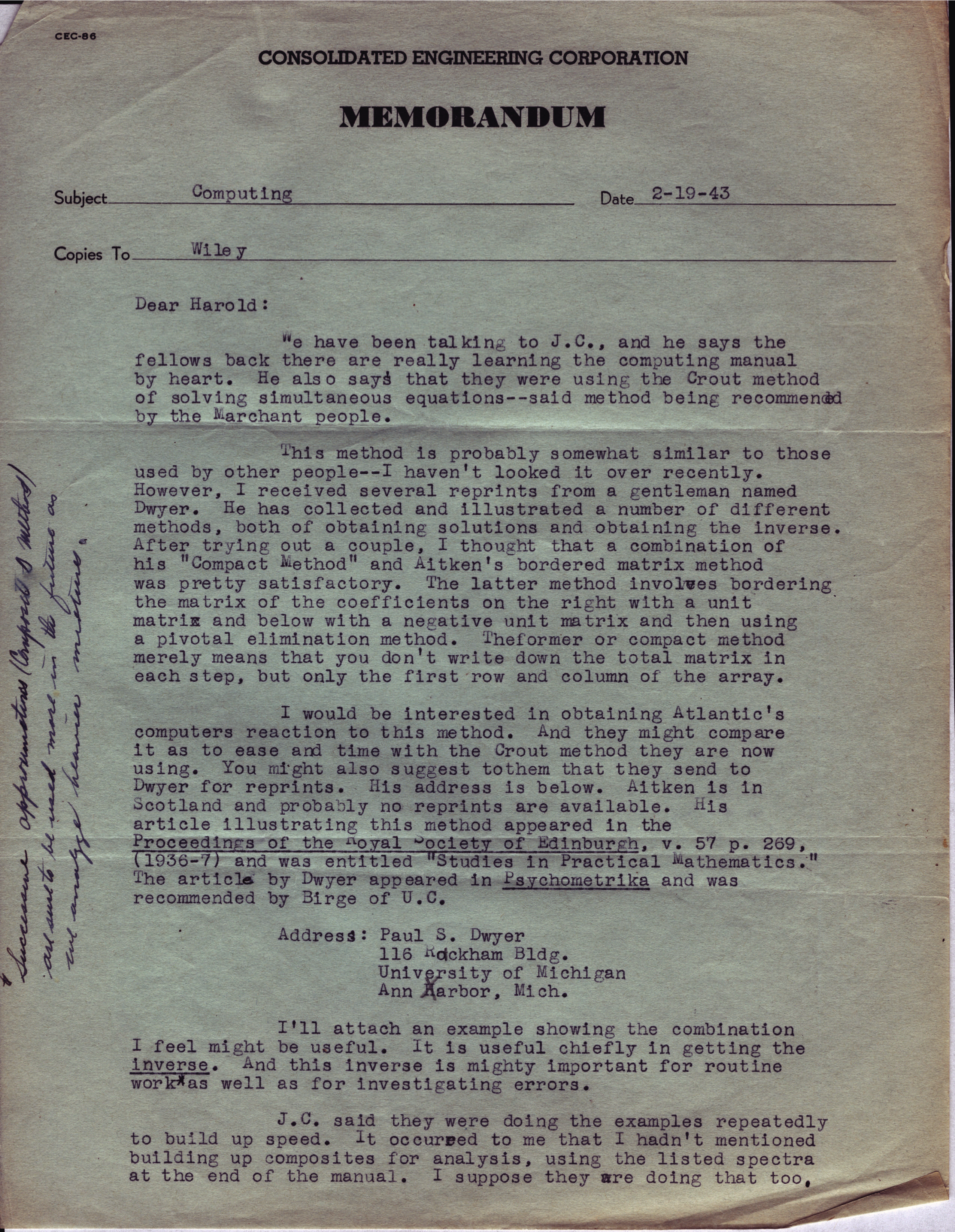
Lettre de Sibyl Rock à Harold Wiley concernant l'informatique, 1943

Rock joue un rôle déterminant dans le développement de techniques mathématiques d'analyse des résultats des spectromètres de masse. En 1946, avec Clifford Berry, elle développe un calculateur analogique capable de résoudre plusieurs équations linéaires simultanées. Ce calculateur, capable de résoudre efficacement une série de 12 équations simultanées à 12 inconnues sera breveté par les deux chercheurs.

### Le Datatron
Clifford Berry encourage la CEC à développer un ordinateur numérique. Rock travaille en étroite collaboration avec Ernst Selmer sur les problèmes de codage de la machine avant même qu'elle n'existe physiquement. Elle encourage les clients potentiels à essayer de résoudre les problèmes de codage du Datatron, en s'assurant que le système fonctionnerait d'une manière qui leur serait utile. 
Le lancement officiel du nouvel ordinateur ElectroData 203 a lieu en février 1954. En 1956, ElectroData devient le troisième plus grand fabricant d'ordinateurs au monde, mais n'a pas les fonds nécessaires pour se développer. Le 1er juillet 1956, Burroughs Corporation rachète ElectroData Corporation à CEC. L'architecture de base est restée la même, bien que l'ordinateur soit commercialisé sous différents noms: le CEC 30-201, le CEC 30-203, les ElectroData 204 et 205 et les Burroughs 205.
En 1961, le Datatron 205 est utilisé lors du premier lancement d'une fusée Saturn à Cap Canaveral, pour analyser les données de guidage en temps réel.

## Vie privée
Tout au long de sa vie, Rock encourage les femmes à embrasser la carrière de mathématiciennes et d'ingénieurs. Elle meurt le 17 novembre 1981 à Los Angeles. 

## Publications
En plus des manuels qu'elle produits, Rock publie des articles scientifiques, notamment :
- Washburn, H. W.; Wiley, H. F.; Rock, S. M. (1943). "The mass spectrometer as an analytical tool". Ind. Eng. Chem. 15 (9): 541–547. DOI 10.1021/i560121a001.
- Berry, Clifford E.; Wilcox, Doyle E.; Rock, S. M.; Washburn, H. W. (1946). "A Computer for Solving Linear Simultaneous Equations". J. Appl. Phys. 1 7 (4): 262. DOI 10.1063/1.1707713
- Rock, S. M. (1951). "Qualitative analysis from mass spectra". Anal. Chem. 23 (2): 261–268. DOI 10.1021/ac60050a011.
- Berry, Clifford E.; Rock, S. M. (1951). "High Resolution Mass Spectrometry". J. Chem. Phys. 19 (9): 1208. DOI 10.1063/1.1748508.
- Shepherd, Martin; Rock, S. M.; Howard, Royce; Stormes, John (1951). "Isolation, identification, and estimation of gaseous pollutants in air". Anal. Chem. 23(10): 1431–1440. DOI 10.1021/ac60058a020.